# Пустынный карпозубик
Пустынный карпозубик (лат. Cyprinodon macularius) — редкий вид лучепёрых рыб из семейства карпозубых (Cyprinodontidae). Распространён в Северной Америке: Мексика и Соединённые Штаты.
Небольшая рыба длиной до 7 см. Самцы, как правило, крупнее самок и имеют ярко-синюю окраску, а самки и молодь серебристую. Особенностью вида является способность выжить в условиях экстремальной солёности, рН и температуры, и низкого содержания кислорода. Обитает в мелководных водоёмах пустынных территорий. Всеяден.